# Sune Jonsson
Sune Olof Jonsson (Nordmaling, 20 de diciembre de 1920 - 30 de enero de 2009) fue un fotógrafo y escritor sueco.
Nació en la población de Nyåker en el municipio de Nordmaling y realizó estudios de inglés y de etnografía en las universidades de Estocolmo y de Upsala, pero aprendió fotografía de un modo autodidacta.
Desde 1959 se dedicó a documentar el folklore de la provincia de Västerbotten donde nació y del norte de Suecia. Su primer libro fue Byn med det blå huset (El pueblo con la casa azul), al que siguió Fotografisk Årsbok, Timotejvägen y en 1962 el libro de historias cortas titulado Hundhålet.
A lo largo de su trayectoria ha recibido numerosos premios entre los que se pueden señalar: el premio de novela Brobyggarna en 1969, la placa de plata de la Asociación Sueca de Turismo en 1970, el premio De Nios en 1972, el premio de la Kungliga Vetenskapsacademien en 1973, el premio Tridskriften Fotos Stora Fotograf en 1980, el premio de la Academia Gustaf Adolf en 1981, el premio internacional de la Fundación Hasselblad en 1993 y el premio sueco al Libro fotográfico en 2007.